# Crispino de Pavía
Crispín o Crispino de Pavía (... - ca. 466) fue un obispo italiano.
Su culto como santo fue confirmado por el papa León XIII en 1888.

## Biografía
Según Ennodio, obispo de Pavía a principios del siglo VI y autor de la vida de San Epifanio, Crispino ya ejercía el papel de obispo en Pavía cuando confirió el lectorado a Epifanio a los 8 años de edad, es decir, alrededor de 446.
Crispino participó en el concilio probablemente celebrado en Milán por el obispo Eusebio, en el verano de 451, y firmó la carta sinodal en sexto lugar con la que los obispos italianos condenaron al archimandrita Eutiquio y profesaron las dos naturalezas distintas en la única persona de Cristo, Hijo de Dios.
Ennodio nuevamente informa que alrededor de 456 que Crispino ordenó al subdiácono de Epifanio y dos años más tarde al diácono, confiándole simultáneamente tareas cada vez más importantes y delicadas; finalmente lo eligió como su sucesor en la silla de Pavía, obteniendo la aprobación de Rusticio, vir ilustris de Milán.
Según Ennodio, Crispino murió ocho años después de ordenar a Epifanio como diácono, es decir, alrededor del 466.  Fue enterrado en la iglesia de Santa Maria Maggiore, que había ayudado a construir.

## Culto
Su culto como santo fue confirmado por el Papa León XIII con un decreto del 20 de diciembre de 1888.
Su elogio se lee en el martirologio romano el 7 de enero.
- Datos: Q29556145